# 富士山下駅

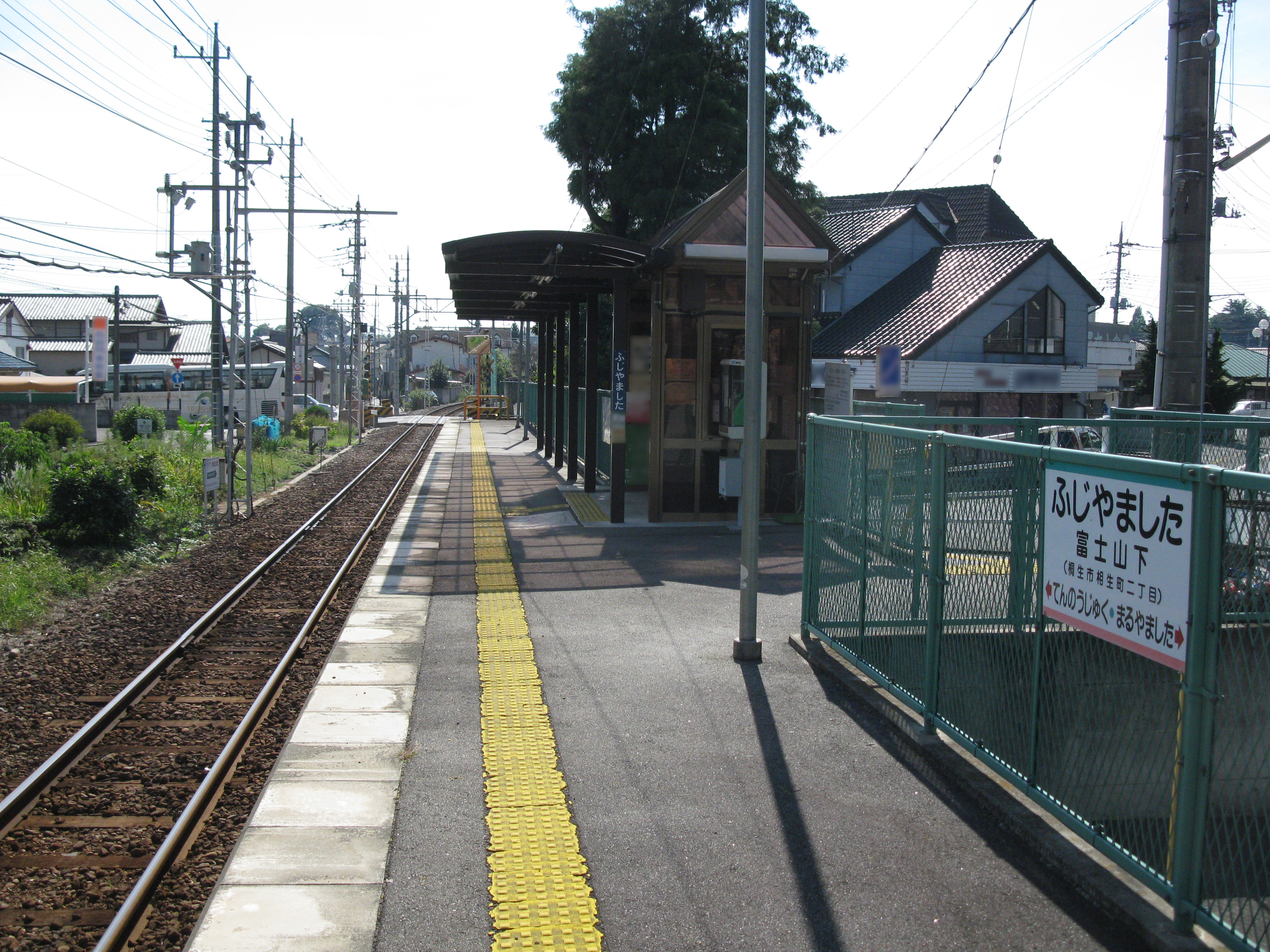
ホーム（2010年9月）

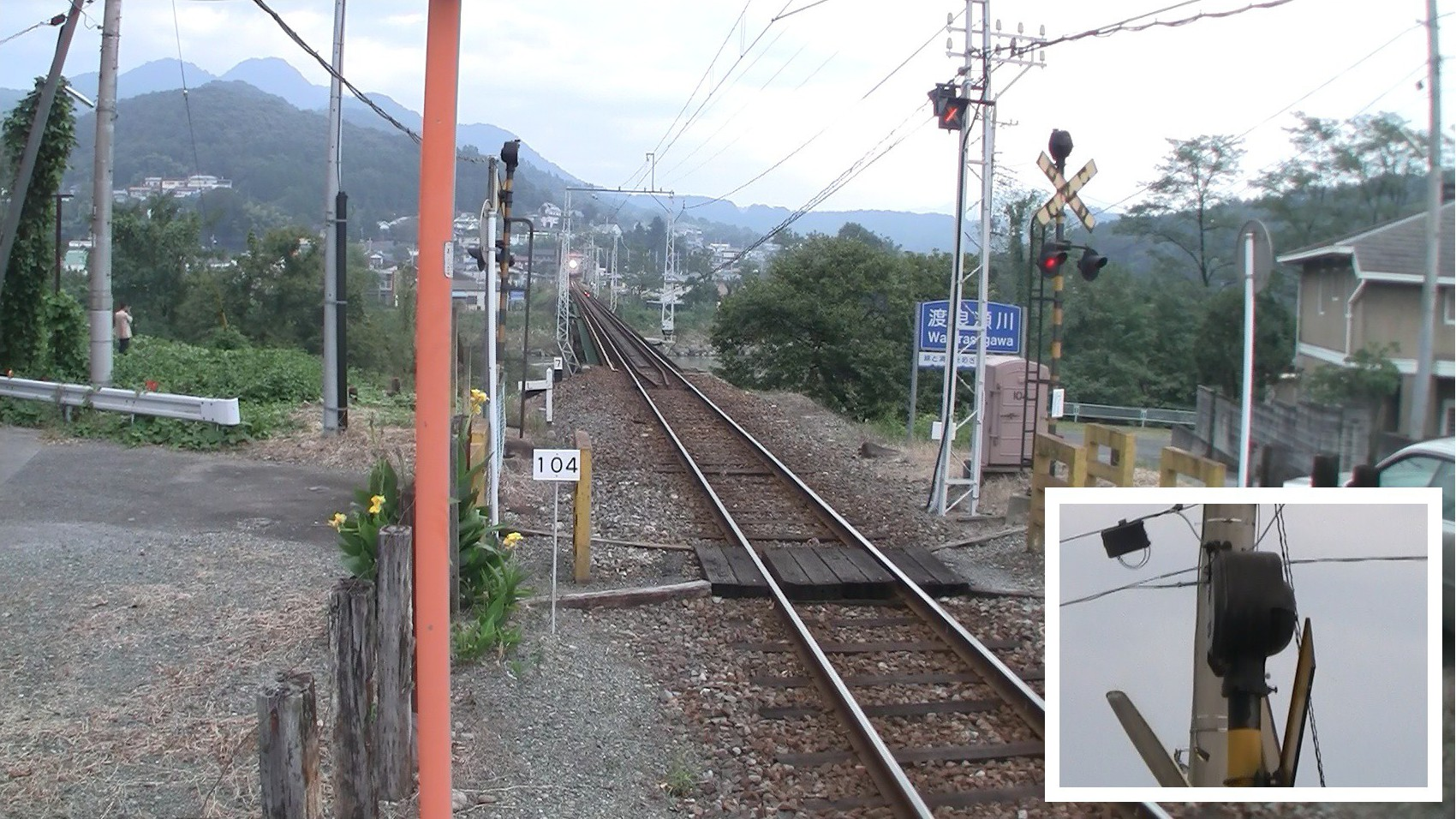
西桐生方の電鈴式踏切警音器
(2011年9月)

富士山下駅（ふじやましたえき）は、群馬県桐生市相生町二丁目にある上毛電気鉄道上毛線の駅である。駅名は桐生市内にある富士山（ふじやま）のすぐ近くにあることに由来する。

## 歴史
- 1928年（昭和3年）11月10日 - 開業[2]。

## 駅構造
単式ホーム1面1線を有する地上駅。無人駅である。
かつて駅の西桐生駅方には、電鈴式警音器を備えた第3種踏切が存在したが、2022年（令和4年）2月28日に廃止された。

## 利用状況
出典はいずれも桐生市統計書より。
| 乗降人員推移       | 乗降人員推移 |
| 年度               | 1日平均人数  |
| ------------------ | ------------ |
| 2009年（平成21年） | 96           |
| 2010年（平成22年） | 96           |
| 2011年（平成23年） | 94           |
| 2012年（平成24年） | 105          |
| 2013年（平成25年） | 119          |
| 2014年（平成26年） | 108          |
| 2015年（平成27年） | 111          |
| 2016年（平成28年） | 93           |
| 2017年（平成29年） | 94           |
| 2018年（平成30年） | 96           |
| 2019年（令和元年） | 85           |
| 2020年（令和02年） | 79           |
| 2021年（令和03年） | 87           |

## 駅周辺
- 富士山（駅の北西側）
- 渡良瀬川
- 赤岩橋
- 浅間神社
- レストラン「ていしゃば」
- 岸病院

## バス路線
最寄りのバス停は「富士山下駅入口」である。
| 乗場 | 系統             | 主要経由地                                       | 行先       | 運行会社                        | 備考 |
| ---- | ---------------- | ------------------------------------------------ | ---------- | ------------------------------- | ---- |
|      | 相生線（左循環） | 相老駅、桐生西高校前、桐生球場前駅西、相老駅入口 | 桐生駅北口 | おりひめバス （桐生朝日自動車） |      |
|      | 相生線（右循環） | 足仲団地、厚生病院                               | 桐生駅北口 | おりひめバス （桐生朝日自動車） |      |

## 駅名をめぐって
駅名の由来となった富士山（ふじやま）は、いわゆる富士信仰による各地の「富士山」のひとつで山頂には浅間神社もあるが、標高は160メートル、駅との比高は約40メートルの小さな山であり、静岡・山梨県境の富士山（ふじさん）からは直線距離でも約130キロメートル離れている。しかし、その字面から外国人観光客が「ふじさん」の最寄駅と勘違いする事もあり、2013年（平成25年）に「ふじさん」が世界遺産に登録されると当駅の存在も合わせて注目されるようになった。
上毛電気鉄道では誤乗車を防ぐPRを行うとともにこの紛らわしい駅名を逆手に取った事業を展開し、2013年（平成25年）8月28日、「ふじやま」に登頂しかつ山頂の浅間神社内の祠にて記念撮影した写真を、先着50名限定で同9月1日 - 同10月31日の期間同社ホームページ上に掲載し、さらに掲載者には登頂記念認定証を進呈すると発表した。また同日、同社ネットショップ上において「富士山下駅」記念入場券セットが発売開始された。
2014年（平成26年）には、当駅を富士山の最寄駅と勘違いした外国人観光客を題材とした、Googleの検索アプリのCMが制作されている。

## 隣の駅
上毛電気鉄道
■上毛線
天王宿駅 - 富士山下駅 - 丸山下駅